# Bacanius cavisternus
Bacanius cavisternus är en skalbaggsart som beskrevs av Yves Gomy 1980. Bacanius cavisternus ingår i släktet Bacanius och familjen stumpbaggar. Inga underarter finns listade i Catalogue of Life.